# الی دوهین

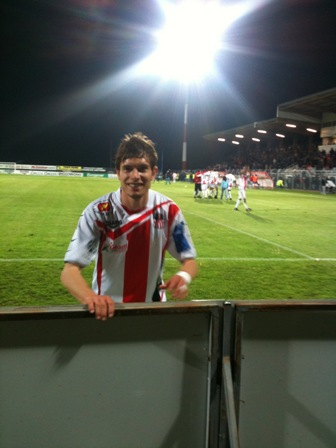
الی دوهین - ۲۰۱۰

الی دوهین (انگلیسی: Élie Dohin؛ زادهٔ ۲۹ ژوئیهٔ ۱۹۸۳) بازیکن فوتبال اهل فرانسه است.
از باشگاه‌هایی که در آن بازی کرده‌است می‌توان به باشگاه فوتبال آژاکسیو اشاره کرد.